# KDE Software Compilation 4
KDE Software Compilation 4 (ケーディーイー・ソフトウェア・コンピレーション・フォー、KDE SC 4) はKDE Software Compilation (略称: KDE SC) と呼称された唯一のシリーズで、2008年1月に初めてリリースされ、最後のリリースは2014年11月にリリースされた4.14.3であった。K Desktop Environment 3の後継であった。KDE SC 4の後、KDE SCを構成していたソフトウェアは基本的なフレームワークライブラリ、デスクトップ環境、そしてアプリケーションへと分割され、それぞれKDE Frameworks、KDE Plasma 5、そしてKDE Applicationsと呼ばれている。
メジャーリリース (4.x) は半年ごとに、マイナーバグ修正リリース (4.x.y) は毎月リリースされた。
このシリーズにはいくつかのKDE Platformのコアコンポーネントの更新、特にQt 4への移行が含まれていた。新しいマルチメディアAPIであるPhonon、デバイス統合フレームワークであるSolid、そして新しいスタイルガイドとデフォルトのアイコンセットであるOxygenが採用されていた。また、デスクトップウィジェットに対応した新しい統合デスクトップとパネルユーザーインターフェースであるPlasmaによってK Desktop Environment 3で別々だったコンポーネントが置き換えられた。
KDEプラットフォーム4の全体目標の1つは、KDEアプリケーションが異なるOSに対してポータブルであることを容易にすることであった。これはマイクロソフトWindowsやMac OS X等の非X11ベースのプラットフォームへの対応を円滑化するQt 4への移行によって可能になった。KDE Software Compilationのバージョン4.0から4.3は単にKDE 4として知られていた。改称はKDEの開発範囲の増大を反映するためのKDEプロジェクトのリブランディングの一環であった。

## 大幅な更新点
以下はKDE Software Compilation 4における大幅な変更点の簡単な概要である。

### 全般
Qt 4系への移行によってKDE 4はKDE 3よりメモリ使用量が減り、顕著に高速化することが期待された。KDEライブラリ自体も効率化された。しかしテストの結果、KDE 4.4はデフォルト状態のUbuntuシステムにおいてGNOME 2.29、Xfce 4.6、そしてLXDE 0.5と比較してメモリ使用量が最も多いことが明らかになった。Qt 4はMac OS XとWindows向けにLGPLで利用可能であり、これらのプラットフォーム上でKDE 4を実行することが可能である。両プラットフォームへの移植は初期段階にある。2010年8月現在、Mac OS X上のKDE Software Compilation 4はベータ段階にあると考えられているが、Windows版は最終段階ではないため、アプリケーションの日常使用には適していない。アプリケーションの動作を全プラットフォームでほぼ同一にするため、どちらの移植でも機種依存コードの利用を可能な限り少なくする努力が払われている。Summer of Code 2007の期間中、アプリケーションの起動時間を減らすため、KDE 4で使用するアイコンキャッシュが作成された。改善点は様々であった。アイコンを数百個使用するアプリケーションであるKfindは、以前の約1/4の時間で起動するようになった。他のアプリケーションやKDEセッション全体の起動は1秒少し高速化した。
Extragearのアプリケーションの多くとKOfficeモジュールは、KDE 4とQt 4の新機能から多数の改善がなされた。しかしそれぞれが独自のリリーススケジュールに従っていたため、最初のKDE 4のリリース時にすべて同時に入手することはできなかった。そうしたソフトウェアにはAmarok、K3b、digiKam、KWord、そしてKrita等がある。

### 外観
ユーザーにとってのもっとも顕著な変更点は、Oxygenプロジェクトが提供した新しいアイコン、テーマ、そしてサウンドである。これらは、カートゥーン風だった以前のKDEアイコンとグラフィックからの決別を表している。Oxygenのアイコンではよりリアルなスタイルが採用されている。Oxygenプロジェクトはfreedesktop.org上でアイコン命名仕様書とアイコンテーマ仕様書を作成しており、これらによってアプリケーション間の一貫性を保つことが可能となっている。Oxygenチームはコミュニティの助けを借りてKDE 4の外観の改善をしており、代替のアイコンセットとOxygenプロジェクトが開催した壁紙コンテストの入賞作品の両方をKDE 4に取り込んでいる。より標準化されたレイアウト向けの新しいヒューマンインターフェースガイドライン一式もある。
Plasmaは主要なデスクトップユーザーインターフェースを提供するもので、デスクトップ描画や、特にウィジェットエンジンといったいくつかのKDEコアアプリケーションを書き直したものである。Plasmaによってより細かくカスタマイズできるデスクトップやより汎用的なウィジェットが実現可能になる。
KDEのウィンドウマネージャーであるKWinは、Compizのような独自の合成効果を提供するようになっている。

### 開発
PhononはKDE 4におけるマルチメディアAPIの名称である。KDEの以前のバージョンとは異なるマルチメディアバックエンドへのアプローチである。というのも、Phononがラッパーとしてしか機能せず、UnixライクOSで利用可能な様々なマルティメディアフレームワークを、単一のAPIを通じてアクエスできる、実行時に切り替え可能なバックエンドへと抽象化するためである。これはKDE 4に安定したAPIを提供し、単一のマルチメディアフレームワークに依存しないようにするために行われた。Phonon APIを使用するアプリケーションは、システム設定で使用するバックエンドを変更するだけでマルチメディアフレームワークをシームレスに切り替えることができる。ノキアはQt 4.4におけるマルチメディアの利用のためにPhononを採用し、KDE SVNリポジトリでGstreamer、Windows、そしてOS X用のバックエンドをLGPLで開発している。
SolidはKDE 4のハードウェアAPIである。Solid自体はハードウェアを管理せず、単一のAPIを通じて既存のソリューションへのアクセスを可能にするという点でPhononと同様に機能すると言える。現在はHAL、NetworkManager、そしてBlueZ (Linuxの公式bluetoothスタック) を使用しているが、一部または全部のパーツを、アプリケーションを破損せずに置き換えることができ、それによってSolidを利用するアプリケーションが非常に柔軟でポータブルになる。
ThreadWeaverは、アプリケーションがマルチコアプロセッサーを活用できるようになるプログラミングライブラリで、kdelibsに収録されている。
KrossはKDE 4用新しいスクリプティングフレームワークである。Kross自体はスクリプト言語ではないが、これによって開発者が他のスクリプト言語への対応を追加しやすくなる。アプリケーションがKrossへの対応を追加すると、Krossが対応する言語であればどれでも開発者が使用することができるようになる。新しいスクリプト言語はKross用プラグインを作成することで追加でき、Krossを使用するすべてのアプリケーションで恩恵が得られる。
DecibelはTelepathyベースのコミュニケーションフレームワークで、KDE 4.2のKopeteで完全に使用される予定だったが、報告によると無期限に延期された。StrigiはKDE 4用のデフォルトの検索ツールで、速度と依存性の少なさから選定された。StrigiとSoprano、RDFストレージフレームワーク、そしてNEPOMUK仕様といった他のソフトウェアとの連携によってKDE 4におけるセマンティックデスクトップの始まりが提供される予定である。ユーザーはDolphinを通じてファイルを追加情報でタグ付けすることができ、これによってStrigiはより正確な検索インデックスを作成することができる。
KDE 4はビルドシステムにCMakeを採用している。KDEの以前のバージョンはUnixシステム専用だったのでautotoolsを採用していたが、Windows等のOS上でビルドするために新しいビルドシステムが必要になった。また、CMakeによってビルドプロセスが劇的に簡略化された。autotoolsビルドシステムはKDE 3の頃にはあまりにも複雑になりすぎ、理解できる開発者がほとんどおらず、簡単な変更作業に何時間も必要になっていた。2007年前半、CMakeでKDE 4版のKDElibsをコンパイルするとautotoolsでKDE 3版をコンパイルするより40%高速化することが示された。
DXSはアプリケーションがワンクリックでインターネットからのデータのダウンロードとインストールを行えるようになるウェブサービス。以前はGHNS (Get Hot New Stuff) と呼ばれていたが、現在はfreedesktop.orgに取り込まれている。DXSはKDE 3系で使用されていたが、KDE 4での使用のために拡張されてきた。一例はKstarsで、これは再配布禁止だが自由に個人利用できる天文データを使用することができる。DXSによってデータの手軽なダウンロードとインストールがアプリケーション内で可能になり、手動ダウンロードをしなくて済むようになる。
AkonadiはKDE 4用の新しいPIMフレームワークである。以前は別々だったKDEのPIMコンポーネント群を統合したものである。かつてはアプリケーションごとに独自の情報共有方法とデータ処理方法があった。Akonadi自体はPIMアプリケーションにデータと検索機能を提供するサーバーとして機能する。また、連絡先の状況を更新することもできる。従って1つのアプリケーションがある連絡先の情報を変更すると、他のすべてのアプリケーションにその変更情報が即座に通知される。